# Jean-Marie Charon
Jean-Marie Charon (né le 28 septembre 1948) est un sociologue français, ingénieur d'études au CNRS, chercheur associé au Centre d'étude des mouvements sociaux (de l'EHESS).

## Biographie
Jean-Marie Charon est docteur en sociologie de l'université Paris-Descartes.
Ses recherches et son enseignement portent sur les médias, le journalisme et l’information. Il s'intéresse particulièrement aux transformations de la presse écrite, aux évolutions du métier de journaliste et aux relations entre les médias et la justice.
Il est l'auteur en 1999 d'un rapport sur la déontologie de l'information commandé par la ministre de la Culture et de la Communication Catherine Trautmann dont il a été conseiller technique (presse, radio, journalisme) entre 1997 et 1998.
En 2014, il se voit confier par la ministre de la Culture et de la Communication Fleur Pellerin, la mission de dresser un panorama de la presse en France pour répondre aux questions suivantes : « Quels sont les nouveaux métiers de la presse ? Quelles sont les nouvelles écritures ? Les nouveaux entrepreneurs ? Les nouvelles organisations du travail ? ». Publié à La Documentation française : Presse et numérique : l'invention d'un nouvel écosystème.

## Autres activités
- Interventions fréquentes dans les émissions de la radio France Culture, chroniqueur dans « Le secret des sources »[7].
- Président depuis 2001 des Entretiens de l'information.
- Président de la Conférence nationale des métiers du journalisme de 2013 à 2016[5].
- Administrateur de l'Institut pour le développement de l'information économique et sociale.

## Distinctions
- Docteur honoris causa de l'université de Neuchâtel (Suisse) en 2018[8]